# Hyperdiplosis banksi
Hyperdiplosis banksi är en tvåvingeart som beskrevs av Ephraim Porter Felt 1918. Hyperdiplosis banksi ingår i släktet Hyperdiplosis och familjen gallmyggor.
Artens utbredningsområde är Filippinerna. Inga underarter finns listade i Catalogue of Life.